# Mikaël Cherel
Mikaël Cherel (ur. 17 marca 1986 w Saint-Hilaire-du-Harcouët) – francuski kolarz szosowy.

## Najważniejsze osiągnięcia
2003
- 1. miejsce w mistrzostwach Francji juniorów

2004
- 1. miejsce w Trophée Centre Morbihan juniorów

2005
- 10. miejsce w Liège-Bastogne-Liège U-23

2008
- 10. miejsce w La Tropicale Amissa Bongo
- 10. miejsce w Paryż-Corrèze

2009
- 10. miejsce w Tour Down Under

2010
- 5. miejsce w Paryż-Corrèze

2011
- 5. miejsce w Polynormande
- 9. miejsce w Tour du Limousin

2012
- 8. miejsce w Grand Prix d'Ouverture La Marseillaise

2013
- 5. miejsce w Polynormande
- 8. miejsce w Coppa Sabatini

2014
- 6. miejsce w Tour du Haut Var
- 6. miejsce w La Drôme Classic
- 8. miejsce w Boucles de l’Aulne
- 10. miejsce w Tour of Beijing